# トサシマドジョウ
トサシマドジョウ（土佐縞泥鰌、Cobitis sp. BIWAE type D）は、高知県固有のシマドジョウの一種。以前はシマドジョウ高知グループと呼ばれていたものである。

## 分布
日本の四国の高知県の高知湾に流入する新荘川から伊尾木川までの7水系に分布する。鏡川水系と久万川水系では絶滅した可能性がある。河川中流域に生息し、穏やかな流れがあり水質が良好な砂礫底の場所を好む。大規模な河川では流路脇の淀みや淵尻などに多い。

## 形態
8-10cm。口髭は3対6本で長い。骨質盤の先端部は包丁状。尾鰭付け根の黒点は上下ともに明瞭で繋がることもある。胸鰭第1分枝軟条は太い。尾鰭には不規則な3-4列の横帯がある。。体の地色は透明感のある灰白色で、体側や体背部、ひれに黒褐色の美しい斑紋がある。祖先的形質をより濃く残しているとみられている。このことから、古い時代に分布を広げ、四国南端部に生き残った遺存種と考えられる。

## 生態
底生動物やデトリタスなどを食べる。産卵期は5-6月で、伏流水が湧く河床や水田などで集団で産卵する。野外では2年以上生きると思われるが、詳細は不明。

## 利用
商用に利用される事はほぼ無い。また、後述の高知県希少野生動植物保護条例によって捕獲は禁止されている。

## 地方名
シマドジョウ、ササヂヨウ、ササドジョウ、シマヂヨウなどと呼ばれる。

## 下位分類
トサシマドジョウは亜種レベルで異なる２つの集団がいる。
- 細いトサシマドジョウ

分布：仁淀川水系
骨質盤の後端に明瞭なくびれがあり、そのくびれから先端までは直線状。体型は細身である。
- 太いトサシマドジョウ

分布：仁淀川水系を除く６水系。
骨質盤にくびれがなく、基部から先端までほぼ直線状。体型は太短い。

## 保全状態評価
- 絶滅危惧II類 (VU)（環境省レッドリスト）

- 高知県レッドデータブックでは、絶滅危惧I類に指定している。種の存続に支障をきたす程度の個体数の減少や、生息地の環境が著しく悪化もしくは消滅しつつあるということから、高知県希少野生動植物保護条例によって無許可で採捕が禁止されるなどの保護がされているが、個体数は年々減少していると推測されている。[2][3]